# Nicola Mezucelli
Nicola Mezucelli (Teramo, 1807 – 1888) è stato un architetto italiano.

## Biografia
Nacque da Giovanbattista (1769-1847) e da Marianna Mariani (1772-1816).
La famiglia Mezucelli era una delle più antiche famiglie teramane, una famiglia conosciuta almeno dal secolo XVI, che aveva fatto parte del gruppo delle 48 famiglie che avevano governato la città al tempo del patriziato (1509-1770).

Il padre, avvocato e studioso di diritto, fece parte del cenacolo di intellettuali che tra fine Settecento e inizio Ottocento fecero capo ai fratelli Delfico e fu incluso dalle autorità borboniche tra i Rei di Stato della provincia di Teramo.

Il giovane Nicola si laureò in architettura a Napoli nel 1833.
Al rientro in patria rivestì per qualche tempo la carica di ingegnere comunale.

Fu componente della Deputazione provinciale delle Opere pubbliche e membro della Società economica.

Per diverse legislature fu Decurione di Teramo in epoca borbonica e consigliere dopo l'Unità quando il Decurionato divenne “Consiglio Comunale”.
Come altri tra i suoi avi, ebbe l'incarico di Priore della Confraternita dell'Annunziata (avente sede nell'omonima chiesa della SS. Annunziata a Teramo).
Nel 1848 fu coinvolto nell'iniziativa presa dal Municipio teramano di rifiutare il Te Deum per l'onomastico del Re e di celebrare invece i caduti napoletani del 15 maggio 1848.

Nel 1860 fece parte della delegazione teramana che si recò in Ancona per invitare Vittorio Emanuele II a varcare il Tronto ed entrare nel Regno di Napoli.
Progettò gratuitamente molte delle strade che dal capoluogo conducevano verso le frazioni.

Notevole fu il suo impegno professionale anche come agrimensore.

## Opere principali

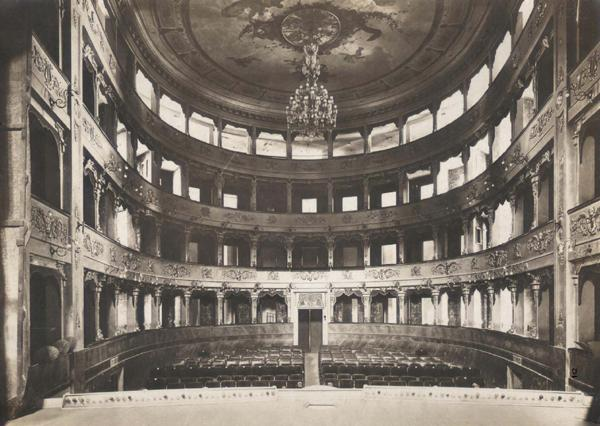
Teatro Comunale di Teramo
(progettato da Nicola Mezucelli)

Dal 1841 ebbe l'incarico della progettazione del nuovo Teatro Comunale di Teramo. L'incarico gli fu rinnovato dopo l'Unità e di conseguenza seguì i relativi lavori fino all'inaugurazione tenutasi nella primavera del 1868. Sua opera è stata anche il magnifico lampadario del Teatro, sulle cui sorti una recente scoperta ha contribuito a risolvere il mistero legato alla sua scomparsa.
Ad Atri, sul finire degli anni cinquanta dell'800, ristrutturò il Convento dei Gesuiti da destinare a Orfanotrofio;
Nel 1870 a Teramo ristrutturò il Palazzo Alby, nei pressi del Municipio, destinato a ospitare la prima sede teramana della Banca d'Italia;
A lui fu affidato, nel 1858, anche l'incarico di progettare il Teatro Comunale di Atri, che fu poi realizzato a imitazione del più grande Teatro teramano. Mezucelli, da parte sua, donò alla Città di Atri il proprio progetto che tuttavia fu bloccato dalle autorità provinciali. Solo dopo l'Unità il progetto del Mezucelli, completo di tavole e disegni, fu recuperato a Napoli, dove era stato fermato, e si riuscì a iniziare l'iter burocratico per la realizzazione dell'edificio. I lavori ebbero inizio di fatto nel febbraio del 1872 e la loro direzione fu affidata all'architetto Francesco Consorti. L'opera fu inaugurata il 25 aprile 1881.

## Fondo Mezucelli
Le carte, i progetti, le lettere e gli appunti di lavoro sono conservati nel Fondo Mezucelli, presso l'Archivio di Stato di Teramo, in oltre 150 fascicoli contenuti nelle buste ai nn. 5, 6 e 7.